# Ellipteroides (Protogonomyia) quadridens loehmeri
Ellipteroides (Protogonomyia) quadridens loehmeri is een ondersoort van de tweevleugelige Ellipteroides (Protogonomyia) quadridens uit de familie steltmuggen (Limoniidae). De ondersoort komt voor in het Palearctisch gebied.